# Вали (град)
Вижте пояснителната страница за други значения на Вали.
Вали (на английски: The Valley) е столица на задморската територия на Великобритания, остров Ангила. Градът е разположен в южната му част.
Населението на град Вали се препитава основно благодарение на заетостта си в туристическия бранш. През 2001 г. наброява 1169 души, повечето - наследници на чернокожи роби, преселени на Антилските острови от Западна Африка.